# Kazi Nazrul Islam
Kazi Nazrul Islam (25 mai, 1899–29 august, 1976) a fost un poet, muzician, revoluționar și filozof din Bangladesh.